# Vanessa Paradis
Vanessa Paradis (* 22. prosince 1972 Saint-Maur-des-Fossés) je francouzská zpěvačka a herečka, kromě toho se věnuje také modelingu. Prvně se proslavila svojí písní „Joe le taxi“ v roce 1987, když jí bylo 14 let. Její mladší sestra je herečka Alysson Paradis.

## Osobní život
Během svého života několikrát změnila svého partnera. V letech 1988–1991 byla s Florentem Pagny, od roku 1992 do roku 1997 byl jejím partnerem Lenny Kravitz. Po rozchodu se seznámila s Stanislasem Merharem, se kterým žila pouhý rok, když se seznámila s Johnnym Deppem, s nímž žila až do roku 2012. Dne 20. června 2012 oficiálně potvrdila svůj rozchod s Deppem s nímž má dvě děti, dceru Lily-Rose Melody Depp, narozenou 27. května 1999, a syna Johna Christophera Deppa III., narozeného 9. dubna 2002. Po Johnnym Deppovi žila s Benjaminem Biolayem. Od roku 2016 žije se Samuelem Benchetritem.

## Filmografie
- 1989: Sňatek bez domova
- 1995: Elisa
- 1997: Zamilovaná čarodějka (Un amour de sorcière); režie: René Manzor
- 1998: Poloviční šance; režie: Patrice Leconte
- 1999: Dívka na mostě
- 2001: Tous avec Line
- 2004: Atomik circus - Le retour de James Bataile
- 2004: Můj anděl
- 2005: Kouzelný kolotoč
- 2006: Le Soldat Rose
- 2007: La clef
- 2010: (K)lamač srdcí
- 2011: Café de Flore
- 2011: Příšerka v Paříži
- 2012: Dubai flamingo
- 2012: Dům v Bretani
- 2012: Je me suis fait tout petit
- 2013: Stárnoucí gigolo
- 2014: Rio, Eu Te Amo
- 2014: Sex v Paříži
- 2016: Yoga Hosers
- 2017: Chien
- 2017: Maryline
- 2017: Mráz
- 2018: Nůž v srdci
- 2018: Photo de famille

## Diskografie
- M&J (1988)
- Variations Sur Le Même T'aime (1990)
- Vanessa Paradis (1992)
- Bliss (2000)
- Divinidylle (2007)
- Divinidylle Tour (2008)
- Best of (2009)
- Une Nuit a Versailles (2010)
- Love songs (2013)

## Ocenění a nominace
- 1990: César pro nejslibnější herečku za roli ve filmu Sňatek bez domova
- 1990: Victoire De La Musique v kategorii zpěvačka roku
- 1990: Cena Romy Schneider
- 1991: Victoire De La Musique v kategorii video roku, za Tandem (režie Jean-Baptiste Mondino)
- 1999: Nominace na Césara pro nejlepší herečku za roli ve filmu Dívka na mostě
- 2001: Nominace na NRJ Music Awards v kategorii frankofonní zpěvačka roku
- 2001: Nominace na NRJ Music Awards v kategorii frankofonní album roku, za Bliss
- 2007: oceněna Řádem umění a literatury
- 2008: Nominace na NRJ Music Awards v kategorii francouzské album roku, za Divinidylle
- 2008: Nominace na Trophy Women's Gold v kategorii Show
- 2008: Victoire De La Musique v kategorii zpěvačka roku
- 2008: Victoire De La Musique v kategorii popové album roku, za Divinidylle
- 2009: Victoire De La Musique v kategorii nejlepší hudební DVD roku, za Divinidylle Tour
- 2011: Nominace na Globe de Cristal za nejlepší herečku, za film (K)lamač srdcí
- 2012: Genie Award pro nejlepší herečku
- 2012: Jutra Award pro nejlepší herečku
- 2012: Cena na filmovém festivalu: Cabourg Romantic Film Festival
- 2012: Nominace na Vancouver Film Critics Circle v kategorii nejlepší kanadská herečka